# Lineacoelotes
Lineacoelotes is een geslacht van spinnen uit de  familie van de Amaurobiidae (nachtkaardespinnen).

## Soorten
- Lineacoelotes bicultratus (Chen, Zhao & Wang, 1991)
- Lineacoelotes funiushanensis (Hu, Wang & Wang, 1991)
- Lineacoelotes longicephalus Xu, Li & Wang, 2008
- Lineacoelotes nitidus (Li & Zhang, 2002)
- Lineacoelotes strenuus Xu, Li & Wang, 2008